# Vée
La Vée est une rivière française de Normandie, affluent de la Mayenne en rive droite, dans le département de l'Orne, donc un sous-affluent de la Loire par la Maine.

## Géographie
La Vée prend sa source dans la commune de La Ferrière-aux-Étangs et prend la direction du sud-est. Elle prend la direction du sud à son entrée dans le territoire de Saint-Michel-des-Andaines et se joint aux eaux de la Mayenne entre Couterne et Haleine, après un parcours de 23,7 km dans le pays d'Andaine.

## Bassin et affluents
Le bassin versant de la Vée est voisin du bassin d'autres affluents de la Mayenne : la Varenne au nord-ouest, le ruisseau des Louvrières au sud-ouest et la Gourbe à l'est, Il avoisine le bassin de l'Orne par son affluent la Rouvre au nord-est. Le confluent avec la Mayenne est au sud du bassin.

## Communes traversées
La Sauvagère (Orne) ; La Coulonche (Orne) ; La Ferrière-aux-Étangs (Orne) ; Bagnoles de l'Orne Normandie (Orne) ; Tessé-Froulay (Orne) ; Tubœuf (Mayenne) ; Rives d'Andaine (Orne).